# Lucas Mincarelli
Lucas Mincarelli, né le 5 janvier 2004 à Saint-Martin-d'Hères en France, est un footballeur français qui joue au poste d'arrière gauche au Montpellier HSC.

## Biographie

### En club
Né à Saint-Martin-d'Hères en France, Lucas Mincarelli commence le football à l'âge de cinq ans au FC Lambescain. Il joue ensuite au Marignane-Gignac-Côte Bleue FC, Luynes Sports et AS Aix-en-Provence avant de rejoindre en 2021 le Montpellier HSC, où il joue en U17 puis U19. Il est alors repéré par le Montpellier HSC qu'il rejoint à l'été 2022. Il signe un contrat de deux ans et arrive dans un premier temps intégrer l'équipe réserve du club.
Mincarelli fait sa première apparition en professionnel le 13 août 2023, à l'occasion de la première journée de la saison 2023-2024 de Ligue 1, face au Havre AC. Il entre en jeu à la place de Issiaga Sylla et les deux équipes se neutralisent (2-2 score final),.
Après avoir joué plusieurs matchs en professionnel, Mincarelli est récompensé en signant son premier contrat professionnel avec le MHSC le 4 mars 2024, et prenant effet au 1er juillet 2024,.

### En sélection
Lucas Mincarelli représente l'équipe de France des moins de 20 ans, jouant deux matchs avec cette sélection en 2024.